# Davit Kubriashvili

a Compétitions nationales et continentales officielles uniquement.

b Matchs officiels uniquement.
Dernière mise à jour le 19 juillet 2024.
Davit Kubriashvili, né le 3 décembre 1986 à Tbilissi (Géorgie), est un joueur international géorgien de rugby à XV qui évolue au poste de pilier droit.

## Biographie

### En club
Adolescent, il découvre le rugby à XV dans son pays natal avant de rejoindre la France. Formé au RC Massy puis à Montpellier (espoir, deux matchs en Top 14), il a évolué au Rugby club toulonnais entre 2008 et 2013 puis au Stade français Paris de 2013 à 2016.
En septembre 2022, étant sans club depuis la fin de son contrat à l'USA Perpignan, il s'engage à l'ASM Clermont en tant que joueur additionnel pour le reste de la saison 2022-2023 après plusieurs blessures à son poste dans l'effectif clermontois. À l'issue de la saison, il prend sa retraite sportive.

### En équipe nationale
Davit Kubriashvili honore sa première cape internationale en équipe de Géorgie le 2 février 2008 contre l'équipe du Portugal.
Il est sélectionné par l'équipe de Géorgie pour la Coupe du monde 2011 en Nouvelle-Zélande.

## Palmarès
- Finaliste du Challenge européen en 2010 et 2012 avec le RC Toulon.
- Finaliste du Championnat de France en 2012 et 2013 avec le RC Toulon et en 2018 avec le Montpellier HR.
- Vainqueur de la Coupe d'Europe en 2013 avec le RC Toulon.
- Vainqueur du Championnat de France en 2015 avec le Stade français Paris.
- Vainqueur du Challenge européen en 2016 avec le Montpellier HR.
- Finaliste du Barrage d'accession au Top 14 en 2019 avec le FC Grenoble.
- Vainqueur du Championnat de France 2e division en 2021 avec l'USA Perpignan.
- Vainqueur du Barrage d'accession au Top 14 en 2022 avec l'USA Perpignan.

## Statistiques internationales
- 47 sélections en équipe de Géorgie de 2008 à 2018
- Sélections par année : 5 en 2008, 6 en 2009, 4 en 2010, 5 en 2011, 5 en 2012, 7 en 2013, 6 en 2014, 2 en 2015, 5 en 2016, 2 en 2018

En Coupe du monde :
- 2011 : 3 sélections (Écosse, Angleterre, Argentine)

- Équipe de Géorgie -21 ans : participation au Championnat du monde des moins de 21 ans en 2006 (3 sélections dont 1 en tant que titulaire)